# 국제마술협회연맹
국제마술협회연맹(Fédération Internationale des Sociétés Magiques)은 1948년 9월 5일에 설립된 마술계의 국제기구로, 마술계에서 가장 존경받는 조직 중 하나이다. 연맹은 3년마다 자칭 "FISM" 컨퍼런스를 개최하며, 여기서 마술사는 "최고" 부문을 놓고 경쟁한다.